# Collision aérienne de 1922 en Picardie
La collision aérienne de 1922 en Picardie a eu lieu le 7 avril 1922 au-dessus de la Picardie, en France, impliquant des biplans britanniques et français transportant des passagers. Un de Havilland DH.18A britannique reliant Croydon à Paris contenant seulement du courrier et deux membres d'équipage à bord, est entré en collision avec un Farman F.60 français transportant trois passagers et deux membres d'équipages reliant Paris à Croydon. Toutes les personnes à bord des deux avions ont été tués à l'impact excepté un steward qui a été grièvement blessé, mais qui est décédé quelque temps plus tard, ce qui fait sept décès au total.
Cet accident aérien est principalement connu pour être la première collision aérienne entre deux avions de ligne,.

## Arrière-plan
Après la première Guerre mondiale, il y a eu une forte baisse de la demande d'avions militaires et de leurs pilotes. Comme d'autres pays, la France et la Grande-Bretagne se sont tournées vers la création d'une industrie aérienne civile, convertissant initialement les conceptions militaires à des fins nationales.
Le premier avion conçu par Airco pour le travail des compagnies aériennes après la première Guerre mondiale était le de Havilland DH.18A. Un avion appartenant au ministère de l'Air immatriculé G-EAWO, a été transféré d'Instone Air Line (en) à Daimler Hire Limited (en) pour être exploité sur la route Croydon-Paris jusqu'à ce que les trois de Havilland DH.34 commandés par Daimler puissent être livrés. Le service a commencé cette semaine-là, le 2 avril 1922.
La CGEA exploitait un Farman F.60 Goliath immatriculé F-GEAD sur un service quotidien du Bourget à Croydon.

## Déroulement du vol

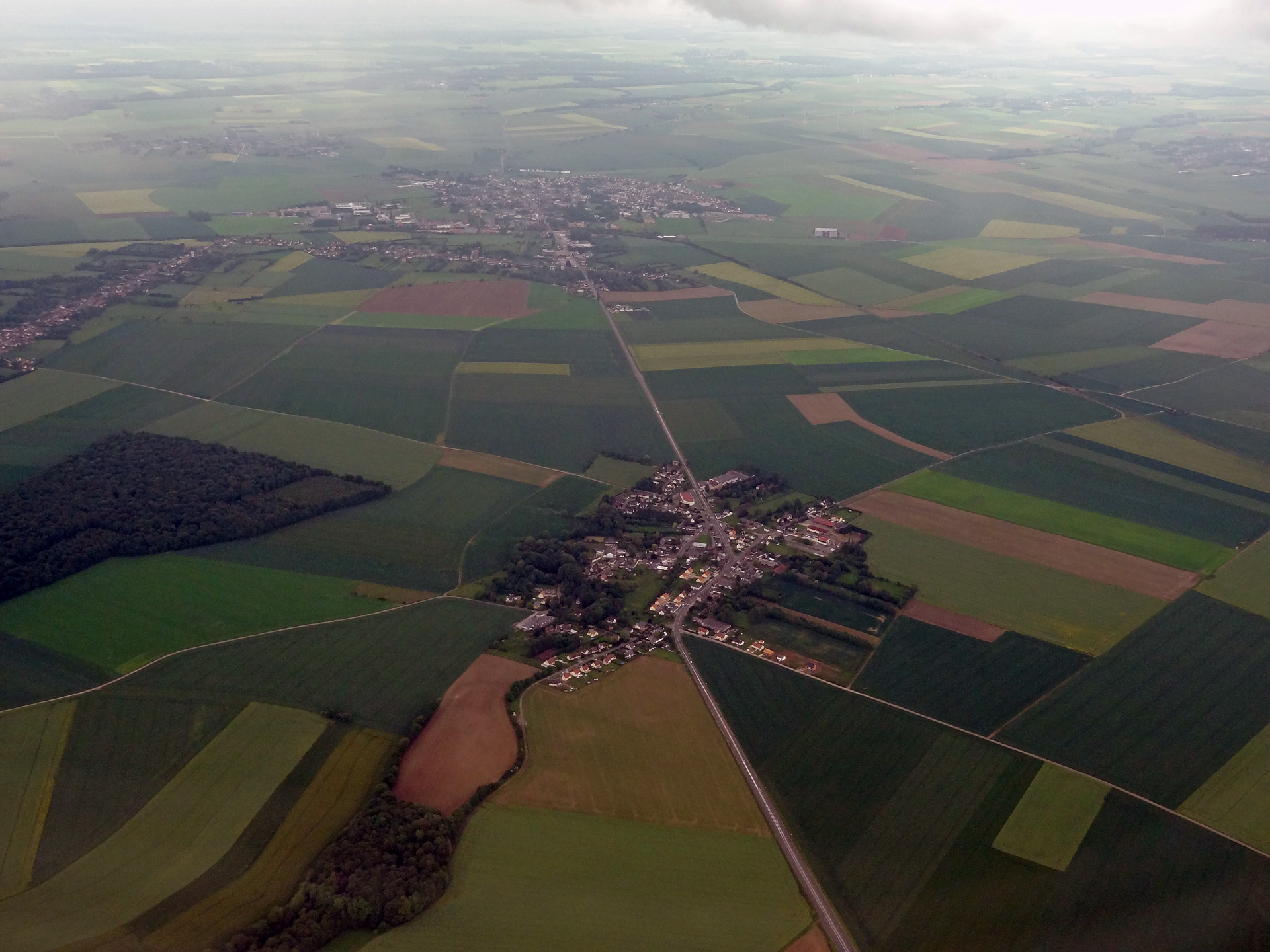
Vue aérienne de Thieuloy-Saint-Antoine, la commune ou la collision a eu lieu.

Le 7 avril 1922, quatre jours après le début des opérations de Daimler Hire avec le DH.18A, G-EAWO transportait du courrier de Croydon à destination du Bourget en Seine-Saint-Denis à Paris, avec seulement le pilote (Lieutenant RE Duke) et un homme steward (Hesterman) à bord. Pendant ce temps, le Goliath (F-GEAD) piloté par M. Mire était parti du Bourget avec trois passagers et un mécanicien[réf. nécessaire]. Les trois passagers étaient un couple américain, Christopher Bruce Yule et la nouvelle Mme Mary Yule, qui étaient en lune de miel, et un ressortissant français, Monsieur Bouriez.
Suivant la route normale dans la bruine et le brouillard à une altitude de 492 pieds (150 m), le DH.18A est entré en collision avec le Goliath au-dessus de Thieuloy-Saint-Antoine, à 4 km (2 miles) au sud de Grandvilliers dans le département de l'Oise en France, à environ 27 km (17 miles) au nord de Beauvais,[réf. nécessaire] et à environ 110 km (70 miles) au nord de Paris. Les sept personnes sont mortes dans la toute première collision en vol entre les avions de ligne,.
Le temps était brumeux avec une mauvaise visibilité. Les deux avions se sont soudainement rencontrés dans la brume, aucun n'ayant eu le temps de prendre des mesures pour éviter l'impact. Lors de la collision, le DH.18 a perdu une aile et la queue, et le Goliath s'est écrasé quelques minutes plus tard. Bien que les personnes au sol soient rapidement arrivées sur les lieux, toutes ont été retrouvées mortes à l'exception de l'homme steward, qui a été grièvement blessé. Il a été emmené au village voisin, mais est décédé des suites de ses blessures. Les premiers rapports affirmaient que le pilote britannique était le survivant.

## Conséquences
À la suite de l'accident, une réunion a été organisée à l'aéroport de Croydon par des représentants de la Compagnie des Grands Express Aériens, de la Compagnie des Messageries Aériennes, de Daimler Airway (en), de Handley Page Transport (en), d'Instone Air Line (en) et de KLM, ainsi que de deux représentants du ministère de l'Air et de divers pilotes employés par les entreprises. Parmi les résolutions adoptées lors de la réunion, il y avait que « garder la droite » devait devenir la règle universelle de l'air, que les nouveaux avions de ligne devaient offrir une vue dégagée aux pilotes et que tous les avions de ligne devaient être équipés d'une radio. Des routes aériennes clairement définies devaient être introduites en Belgique, en France, en Hollande (aujourd'hui Pays-Bas) et au Royaume-Uni[réf. nécessaire].